# Mixodiaptomus laciniatus
Mixodiaptomus laciniatus is een eenoogkreeftjessoort uit de familie van de Diaptomidae. De wetenschappelijke naam van de soort is voor het eerst geldig gepubliceerd in 1889 door Lilljeborg in Guerne & Richard.